# 2153 Акијама
2153 Акијама (енгл. 2153 Akiyama) је астероид главног астероидног појаса са пречником од приближно 16,79 .
Афел астероида је на удаљености од 3,612 астрономских јединица (АЈ) од Сунца, а перихел на 2,645 АЈ.
Ексцентрицитет орбите износи 0,154, инклинација (нагиб) орбите у односу на раван еклиптике 1,185 степени, а орбитални период износи 2021,757 дана (5,535 година).
Апсолутна магнитуда астероида је 11,90 а геометријски албедо 0,108.
Астероид је откривен . 1978. године.